# Bloomsbury Publishing
Bloomsbury Publishing là một nhà xuất bản toàn cầu của Anh về tiểu thuyết và phi hư cấu. Bloomsbury Publishing là thành phần của Chỉ số FTSE SmallCap. Trụ sở chính của Bloomsbury nằm ở Bloomsbury, một khu vực của London Borough of Camden. Nó có một văn phòng xuất bản của Hoa Kỳ đặt tại Thành phố New York, một văn phòng xuất bản Ấn Độ ở New Delhi, một văn phòng bán hàng Úc ở Sydney CBD và các văn phòng xuất bản khác ở Anh, kể cả tại Oxford. Sự phát triển của công ty trong hai thập kỷ qua chủ yếu là nhờ bộ truyện Harry Potter của J. K. Rowling và, từ năm 2008, đến sự phát triển của bộ phận xuất bản học thuật và chuyên nghiệp. Bộ phận Học thuật & Chuyên nghiệp Bloomsbury đã giành Giải thưởng Công nghiệp Sách cho Nhà xuất bản Học thuật, Giáo dục & Chuyên nghiệp của cả năm 2013 và 2014.